# 外務公務員法
外務公務員法（がいむこうむいんほう、昭和27年3月31日法律第41号）は、外務公務員の職務と責任の特殊性に基き、外務公務員の任免、給与、能率、保障、服務等に関し国家公務員法（昭和22年法律第120号）の特例その他必要な事項を定め、あわせて名誉総領事および名誉領事ならびに外務省に勤務する外国人の任用について規定することに関する法律である。
1952年3月31日に公布された。

## 構成
- 第一章 総則（第1条―第4条）
- 第二章 標準的な官職（第5条・第6条）
- 第三章 任免（第7条―第12条）
- 第四章 給与（第13条）
- 第五章 能率（第14条―第16条）
- 第六章 保障（第17条―第22条）
- 第七章 服務（第23条）
- 第八章 名誉総領事及び名誉領事並びに外国人の任用（第24条・第25条）
- 第九章 雑則（第26条―第28条）
- 附則